# 副省级市
副省级市，又称副省级城市，是指为加快部分城市经济与社会发展，更好地发挥中心城市辐射作用，将城市党政机关行政级别确定为副省部级的一种特殊的省辖地级市，是中华人民共和国的一个机构编制术语。副省级市是一个行政管理概念而非行政区划概念，15个副省级市在民政部行政区划登记中均列为地级行政区（地级市）。1994年2月25日，经中共中央、国务院同意，原属计划单列市的8个省会城市不再列为计划单列市，16个市（包括原14个计划单列市和杭州市、济南市）的行政级别定为副省级。在重庆市升格为直辖市后，当前共有15个副省级市。

## 副省级市列表
副省级市目前有15个，按照中国地理大区顺序，分别如下：
- 东北地区（4个）：沈阳市、大连市、长春市、哈尔滨市
- 华东地区（6个）：南京市、杭州市、宁波市、厦门市、济南市、青岛市
- 华中地区（1个）：武汉市
- 华南地区（2个）：广州市、深圳市
- 西南地区（1个）：成都市
- 西北地区（1个）：西安市

注：
1. 大连、宁波、厦门、青岛、深圳是计划单列市，其他都是省会城市。
2. 华中地区和华南地区亦可合称为中南地区。

|  |
|  |

## 历史

### 历史
副省级市根据一系列行政文件而设置，包括《中央机构编制委员会关于重庆、广州、武汉、哈尔滨、沈阳、成都、南京、西安、长春、济南、杭州、大连、青岛、深圳、厦门、宁波共16市行政级别定为副省级的通知（中编[1994]1号）》、《中央机构编制委员会印发〈关于副省级市若干问题的意见〉的通知（中编发[1995]5号）》、《人事部关于印发〈副省级市国家公务员非领导职务设置实施办法〉的通知（人发[1996]86号）》等文件。1997年3月，重庆市升格为直辖市，副省级市减少为15个。
国务院关于新增副省级市的态度较不积极。根据国务院领导指示，要在总结16市经验的基础上，对其它省会城市加强调查研究，提出标准，统筹考虑，适当时候，对条件成熟的省会城市的级别问题提请中共中央、国务院审批。不过，自1994年明确16市为副省级市以来，尚未有其他城市增补成为副省级市。

### 政区级别
副省级是指该市党政机关的“行政级别”，而非该市的“行政区划级别”。1994年2月25日中央机构编制委员会印发《关于副省级市若干问题的意见》的通知（中编发〔1995〕5号]）指出：“一、关于与省的关系问题。16市定为副省级后，仍为省辖市，由所在省的省委、省政府领导。”即在“行政区划级别”上，副省级市仍然属于地级市。

### 机构级别
依据《国务院办公厅关于印发机关、事业单位工资制度改革三个实施办法的通知》（国办发〔1993〕85号）、《公务员职务、职级与级别管理办法》等规定，副省级市的市直机关、市辖区和县的级别，比照国务院部委管理的国家局的机构级别确定，即“市直工作部门为副厅级，内设机构为处级。市辖区及其工作部门的级别，可比照市直机关相对应的关系确定；市辖县和代管的县级市的级别仍为处级，其工作部门仍为科级。”
《通知》规定：

国务院直属机构和部委管理的国家局工作人员，按下列职务对应关系确定级别工资：局长、副局长、司长、副司长职务分别相当于国务院部委的副部长、司长、副司长、处长；处长及以下职务与国务院部委的相同。职务工资套改按下列标准执行：局长、副局长分别执行国务院部委副部长、司长的职务工资标准，司长、副司长的职务工资标准分别比国务院部委副司长、处长的职务工资标准高一档，处长及以下职务执行国务院部委相同职务的工资标准。

也就是说：副省级市机关的正职是副省部级，副职是正地厅级；市直机关、市辖区机关的正职是正局级（俗称正局副厅级），副职是副局级（俗称副局正处级）；市辖县和县级市机关的正职是正处级。特别地，副省级市市直机关工作部门、市辖区直机关、市辖区街道办事处的正职也是正处级。

## 特点

### 特殊会议

#### 人大常委会主任联席会议

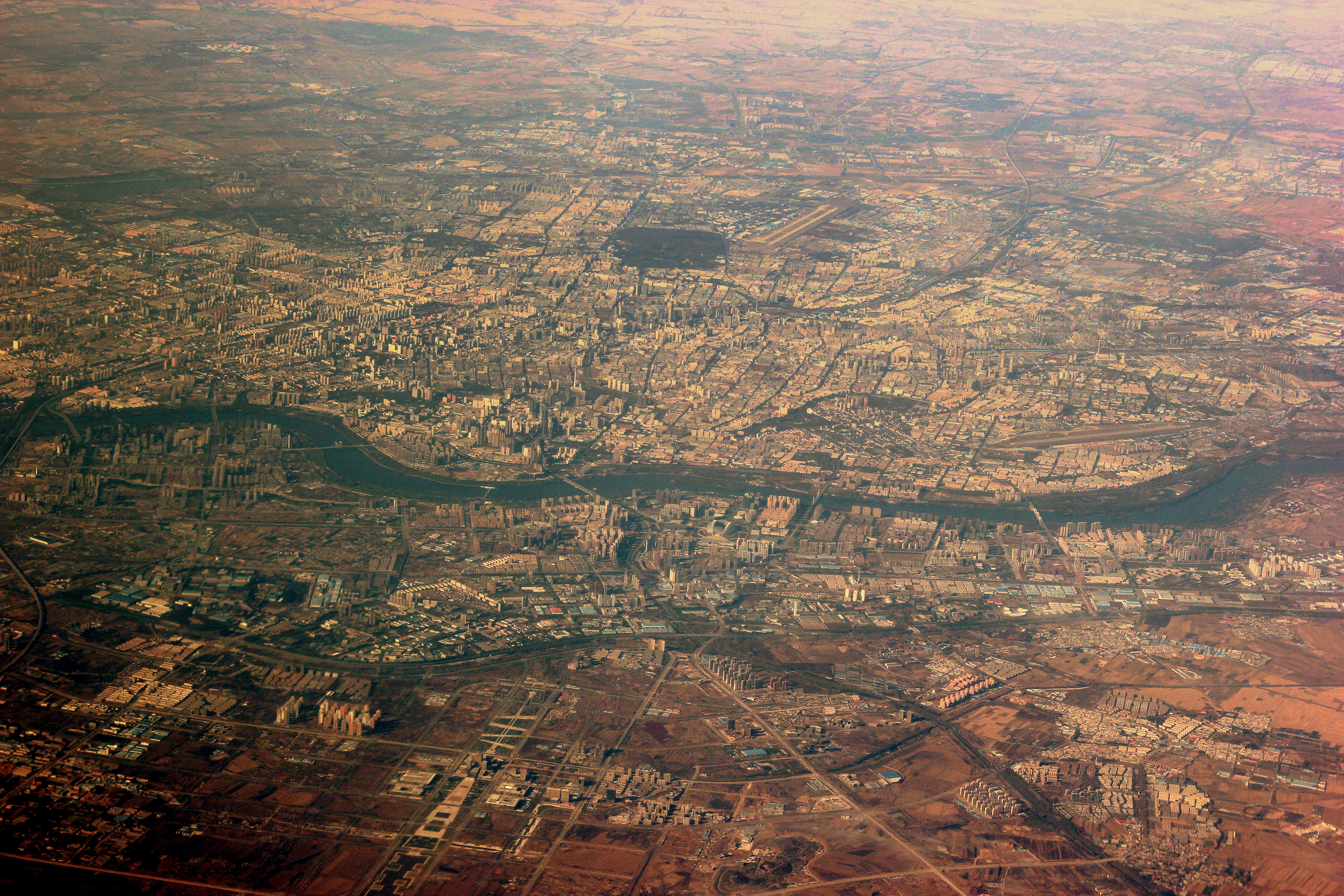
副省级市-瀋陽市的全景規模

全国计划单列市人大常委会主任座谈会自1985年起，在各计划单列市轮流举办，后于1999年更名“全国副省级城市人大常委会主任联席会议”，截止至2012年9月已举办27次，自此再未举办。

#### 民主党派的工作联席会议
2008年6月，全国副省级城市九三学社组织建设工作研讨会在杭州举行。此后，九三学社相继在各副省级市轮流举办了十八次工作联席会议。最新一次是2024年9月在杭州召开的第十八次会议。
中国农工民主党每隔半年一次，在各副省级城市轮流举行工作联席会议。最新一次是2024年9月在大连召开的第二届第十次会议。
中国民主同盟于2005年召开第一次盟务工作联席会议。最新一次是2024年9月在广州举行的第十九次会议。

#### 政协提案工作研讨会
全国政协每年在各副省级城市召开政协提案工作研讨会，后来改名为全国部分城市政协提案工作研讨会，但参会成员单位仍均为副省级市。最新一次研讨会于2024年10月在青岛召开。

### 主官高配
目前在中国大陆，其它地级行政区主官高配为副省级的情况有：
- 非副省级的省会、自治区首府的中共市委书记一职通常由省委常委乃至副书记兼任；
- 一些在省内地位相对重要的地级行政区的中共党委书记也会由副省级领导兼任，如：
  - 江苏苏州由省委副书记兼任；
  - 河北唐山，内蒙古通辽、包头，吉林延边，江西赣州，山东烟台，河南洛阳，湖北襄阳，湖南岳阳，海南三亚，四川绵阳，贵州毕节、遵义，云南曲靖，西藏日喀则，陕西延安，青海海东由省委常委兼任；
  - 浙江温州，广西柳州，新疆喀什由副省长（副主席）兼任。

但是这些行政区仅限于个别官员的级别高配，并不会如同副省级市般扩充到所有官员。

### 计划单列市
中国大陆改革开放初期的1980年代，一些市由于其特有的经济地位而被称为“计划单列市”，享有省一级的经济和社会管理权限。

### 较大的市
较大的市指的是经国务院批准、可以制定地方性法律与规章的城市。副省级城市则无须国务院审批，自动成为“较大的市”，拥有立法权。